# Вальков, Алексей Георгиевич
Алексей Георгиевич Вальков — военный лётчик и военачальник, участник Гражданской и Великой Отечественной войн, командир 7-й гвардейской штурмовой авиационной Дебреценской Краснознаменной дивизии во время Великой Отечественной войны, кавалер двух орденов Ленина.

## Биография
Алексей Георгиевич Вальков родился 20 декабря 1901 года на хуторе Дурасово Ичалковской волости Лукояновского уезда Нижегородской губернии. Мордвин. В РККА с мая 1920 года по сентябрь 1938 года и с февраля 1939 года по 18 ноября 1953 года. Член ВКП(б) с 1920 года.
Образование:
- Педагогические курсы в г. Алатырь (1919);
- Егорьевская теоретическая школа Красного Воздушного Флота (1924);
- 1-я военная школа лётчиков имени А. Ф. Мясникова (1925);
- Высшая школа стрельбы и бомбометания ВВС (1926)
- КУНС при военной академии командного и штурманского состава ВВС Красной армии (1941).

### Гражданская война
После окончания трехгодичных Педагогических курсов в г. Алатырь во время Гражданской войны работал учителем в селах Лобаски и Дурасово Лукояновского уезда Нижегородской губернии. В апреле 1920 года стал следственным агентом политбюро в г. Починки Лукояновского уезда Нижегородской губернии, а в мае уже стал культработником в дивизионной школе младшего начсостава 1-й стрелковой: дивизии Южного фронта, вступив добровольно в РККА. В ноябре стал учителем в той дивизионной школе. В составе дивизии воевал против войск генерала Врангеля под городом Орехов Таврической губернии и под Никополем Екатеринославской губернии. После расформирования дивизии в декабре 1920 года служил в 15-й Инзенской стрелковой дивизии политруком, преподавателем политической школы. С 1922 года служил в 45-я стрелковом полку политбойцом. В декабре 1922 год откомандирован в Егорьевскую школу Красного Воздушного Флота, после окончания которой направлен в 1-ю военную школу летчиков, а затем с 1925 года — в Высшую школу стрельбы и бомбометания ВВС в городе Серпухов, которую окончил в 1926 году.
Далее проходил службу во 2-й военной школе имени ОСООАВИАХИМа СССР летчиком-инструктором. С конца 1927 года — в строевых частях ВВС, сначала командиром звена в 18-м отдельном авиационном отряде ВВС Московского военного округа. Прошёл все ступени командира: от командира отряда (1930 год) до командира 9-го скоростного бомбардировочного авиаполка 29-й бомбардировочной авиабригады (июнь 1939 года). Затем командовал 99-м скоростным бомбардировочным авиаполком 23-й авиадивизии в г. Ржев. С марта 1941 r. занимал должность заместителя командира 77-й смешанной авиационной дивизии ВВС МВО в r. Тула.

### Великая Отечественная война
С началом войны Вальков в должности заместителя командира 77-й смешанной авиационной дивизии. В августе 1941 года направлен на Курсы усовершенствования начальствующего состава при военной академии командного и штурманского состава ВВС Красной армии, окончив которые в декабре 1941 года убыл на Западный фронт. В марте 1942 года назначен заместителем командующего ВВС 10-й армии, а в мае — заместителем командира 232-й штурмовой авиационной дивизией, а с сентября 1942 года допущен к командованию этой дивизией, с которой прошёл весь боевой путь до своего назначения в сентябре 1944 года начальником боевой подготовки Управления Киевского военного округа. За этот период за показанные образцы мужества и героизма 232-я штурмовая авиационная дивизия 3 сентября 1943 года Приказом НКО СССР переименована в 7-ю гвардейскую штурмовую авиационную дивизию, под руководством полковника Валькова принимала участие в Великолукской операции, Операция «Искра», Ржевско-Вяземской, Орловской стратегической наступательной, Смоленской стратегической наступательной, Спас-Деменской наступательной, Ельнинско-Дорогубжской, Смоленско-Рославльской, Оршанской, Ясско-Кишиневской операциях.

### Послевоенные годы
После войны полковник Вальков продолжал служить в той же должности. В мае 1947 год назначен на должность заместителя командира 6-го штурмового авиационного корпуса 24-й воздушной армии Группы советских оккупационных войск в Германии. С февраля 1949 года назначен командиром 75-го штурмового авиационного корпуса. В марте 1951 года переведен на должность заместителя командира 68-го штурмового авиационного корпуса 57-й воздушной армии Прикарпатского военного округа. В ноябре 1953 года уволен в запас.

## Награды
- Орден Ленина (26.05.1936)[2];
- Орден Ленина (1946)[5];
- Орден Красного знамени (??.02.1943)[6];
- Орден Красного знамени (03.11.1944)[5];
- Орден Красного знамени (1951)[5];
- Орден Отечественной войны 1-й степени (13.10.1943)[2][3];
- медали[2].